# Якуб Скєрка
Якуб Скєрка (пол. Jakub Skierka, 4 жовтня 1998) — польський плавець.
Учасник Олімпійських Ігор 2020 року.